# Traitement E-6
Pour les articles homonymes, voir E-6.
Le traitement E-6 est aujourd'hui le principal processus de traitement des films inversibles couleur hormis les Kodachromes.
Il a été défini par Kodak.

## Histoire
À l'origine, le premier film inversible permettant de réaliser des diapositives couleur a été le Kodachrome. Son développement est complexe dans la mesure où il nécessite d'exposer la pellicule à de la lumière rouge et à de la lumière bleue, et de faire apparaitre séparément, à des moments différents, chaque colorant dans sa couche respective.
C'est l'introduction par Agfa de coupleurs au sein de l'émulsion Agfacolor qui a permis la simplification du procédé.
Le procédé de développement E6 est apparu à la fin des années 1970. Il fait suite au procédé de développement E4, lui-même successeur du procédé E3. La lettre E du nom est très certainement dérivée de la marque Ektachrome déposée par Kodak pour les films inversibles avec coupleurs incorporés. Mais il a permis aussi de développer depuis le début les films Fujichrome et plus tard également les films Agfachrome.

## Différences entre le traitement E4 et le traitement E6
Ces deux procédés de développement des diapositives couleur sont identiques au niveau de leur déroulement. Le passage au procédé E6 s'est accompagné d'après les annonces Kodak de l'époque, de l'utilisation de produits chimiques moins polluants.
La différence la plus visible concerne la température de développement. Elle était de 28 °C avec le procédé E4 (mais pouvait être de 24 °C avec des bains d'autres sociétés pour les amateurs), elle passe à 38 °C avec le procédé E6. Si c'est tout bénéfice lors de développements industriels par des machines, car plus les bains sont chauds, plus leur action est rapide, il est très difficile pour un amateur de maintenir des bains autour de 38 °C avec une précision suffisante.
De plus, le photographe amateur qui développe ses diapositives ne renouvelle pas ses bains de la même manière que le professionnel qui développe de plus grandes séries en machine. L'amateur préparera les bains à raison de 250 cm3 permettant de développer l'une après l'autre deux pellicules de 36 poses dans le procédé E4, puis il jettera les bains après leur deuxième utilisation. Avec le procédé E6, 300 cm3 de bains permettront de développer successivement trois pellicules.
Dans le cas d'un développement en machine, seulement une partie des bains est jetée et remplacée par des bains neufs après chaque développement. De surcroit, comme la composition chimique des produits de développements a été calculée pour fonctionner au mieux avec des bains ayant déjà partiellement servi, elle n'est pas adaptée pour le développement optimisé de la première pellicule d'un lot par un photographe amateur. Les laboratoires professionnels disposent également de « solutions de démarrage » pour commencer une série de développements avec des bains rigoureusement neufs, pas les amateurs.